# イレブンメン・アウト
『イレブンメン・アウト』（英語：Eleven Men Out、アイスランド語：Strákarnir okkar）は、2005年のアイスランドのスポーツ映画。日本未公開。Róbert Ingi Douglas監督。